# آي أو إس 18
آي أو إس 18 (بالإنجليزية: iOS 18)‏ هو الإصدار الرئيسي الثامن عشر القادم لنظام التشغيل iOS من أبل لجهاز iPhone. تم الكشف عنه في مؤتمر المطورين العالمي لعام 2024 (WWDC). إنه الوريث المباشر لنظام التشغيل iOS 17 وتم الإعلان عنه جنبًا إلى جنب مع watchOS 11 و iPadOS 18 وmacOS Sequoia.

## وصلات خارجية
- الموقع الرسمي

1. ↑  وصلة مرجع: https://www.apple.com/ios/ios-18-preview/. الوصول: 13 يونيو 2024.